# Cerro Tololo
Cerro Tololo (del aimara «al borde del abismo») es un monte ubicado en la comuna de Vicuña, provincia de Elqui, que alcanza 2200 m s. n. m.,  y en el que se encuentran las instalaciones del observatorio Cerro Tololo (km 56).
Su ubicación geográfica es 30°10′S 70°48′O / -30.167, -70.800 y el lugar habitado más cercano es Pangue, a trece kilómetros de distancia.